# Lamontichthys parakana
Lamontichthys parakana är en fiskart som beskrevs av De Carvalho Paixão och Toledo-piza 2009. Lamontichthys parakana ingår i släktet Lamontichthys och familjen Loricariidae. Inga underarter finns listade i Catalogue of Life.